# Covington (Tennessee)
Pour les articles homonymes, voir Covington.
Covington est une municipalité américaine, siège du comté de Tipton dans l’État du Tennessee. Lors du recensement de 2010, sa population est de 9 038 habitants.

## Géographie
Selon le Bureau du recensement des États-Unis, la municipalité s'étend en 2010 sur une superficie de 11,44 mille carré (29,63 km2).

## Histoire
Un an après la création du comté de Tipton (en 1823), l'Assemblée générale du Tennessee choisit de fonder une ville au centre du comté, pour en devenir le siège. La localité est nommée en l'honneur du général Leonard Covington (en).
Covington devient une municipalité en 1826. Jusqu'aux années 1860, Covington reste un village rural qui ne s'anime que lors des sessions du tribunal du comté. L'arrivée du chemin de fer en 1873 permet à la ville de se développer.
La ville compte dix lieux inscrits au Registre national des lieux historiques :
- l'église épiscopale St. Matthew's (1977) ;
- l'hôtel Lindo (1982) ;
- l'église presbytérienne Mt. Carmel (1984) ;
- le théâtre Ruffin (1992) ;
- South Main Street (1992) ;
- l'usine de bouteilles Coca-Cola (1997) ;
- l'église baptiste Canaan (1997) ;
- South College Street (1997) ;
- l'église méthodiste unie Charleston et son cimetière (2002) ;
- la maison du docteur Thomas H. Price (2016).

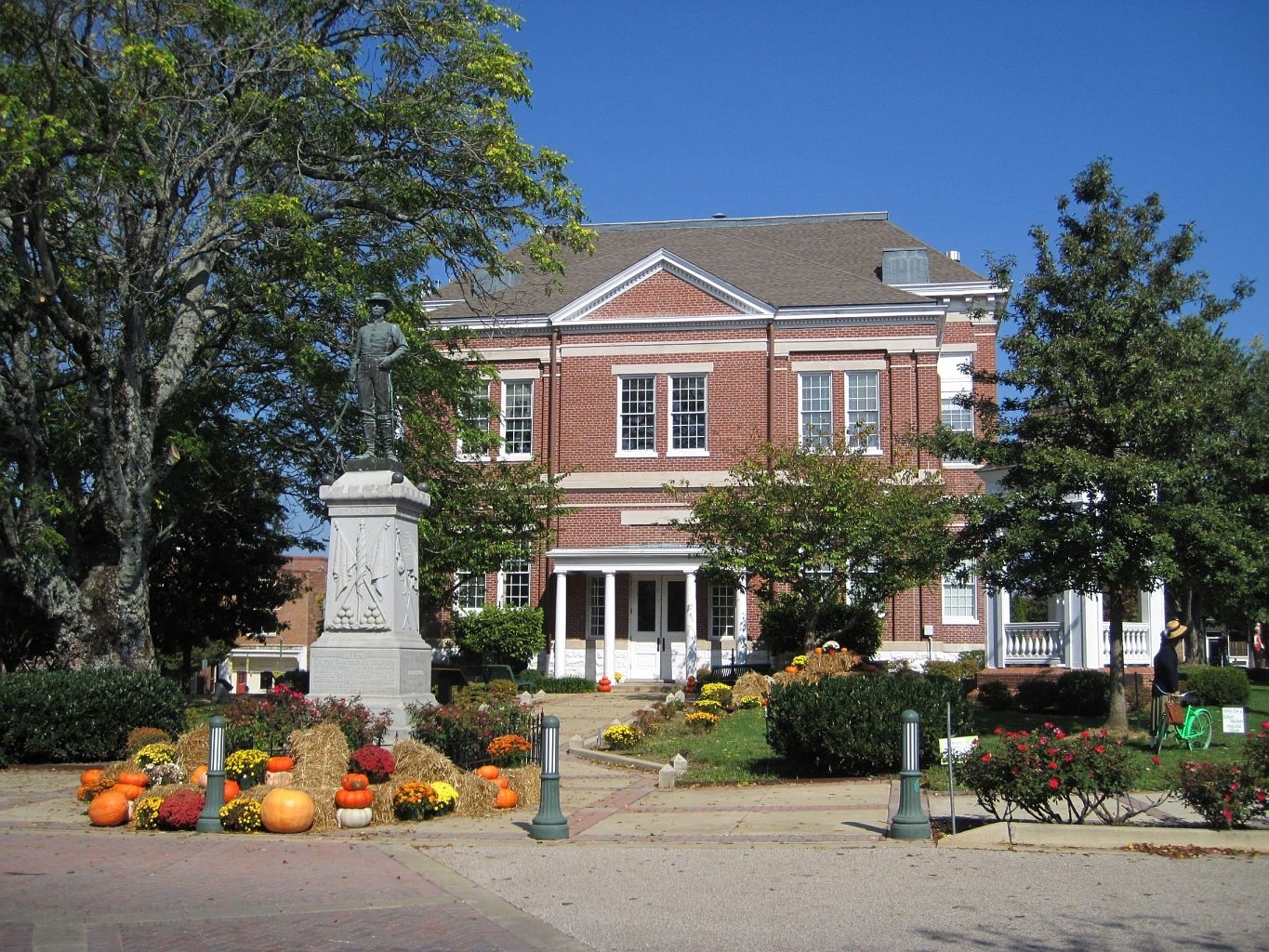
Le tribunal du comté
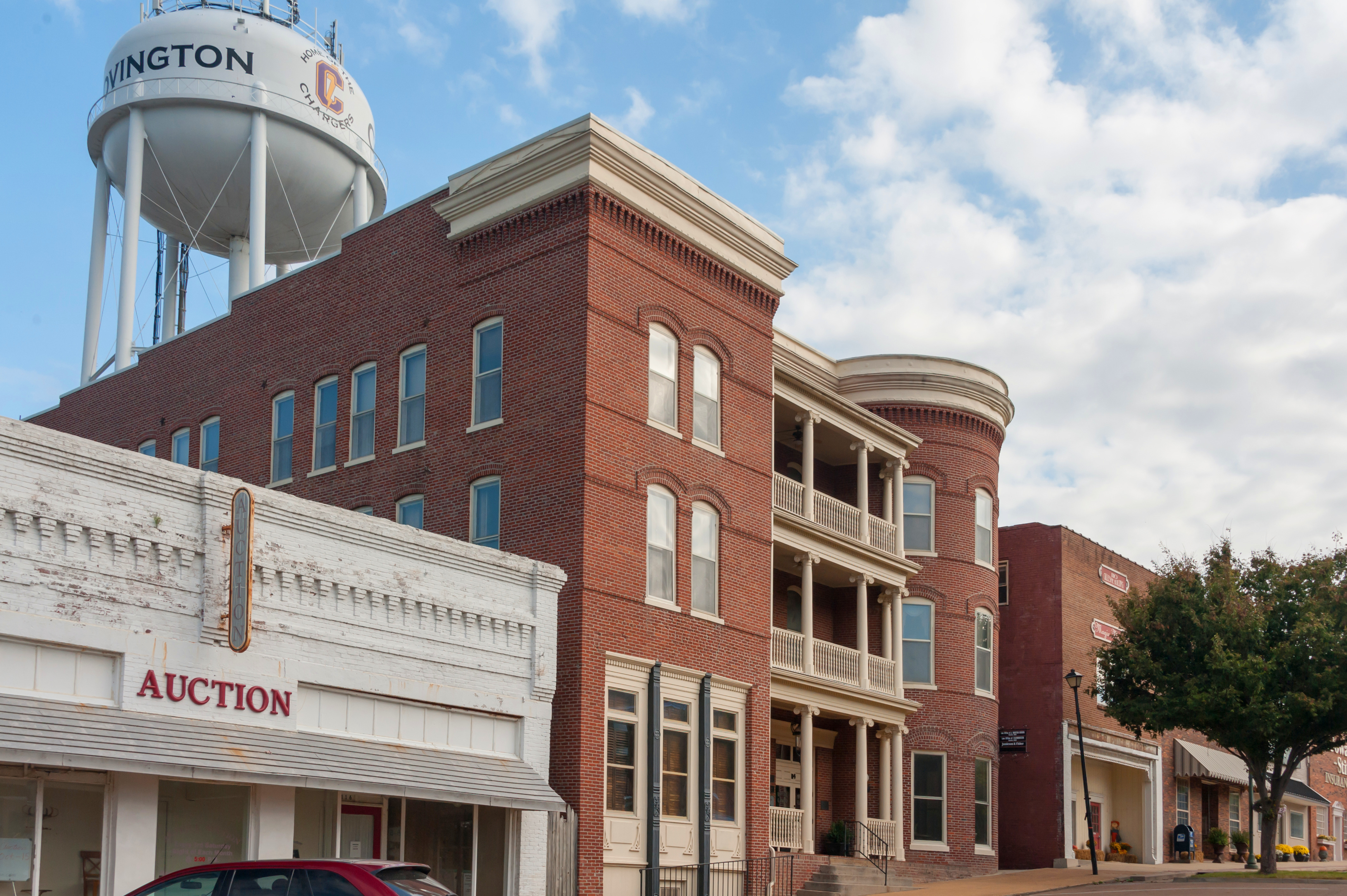
L'hôtel Lindo
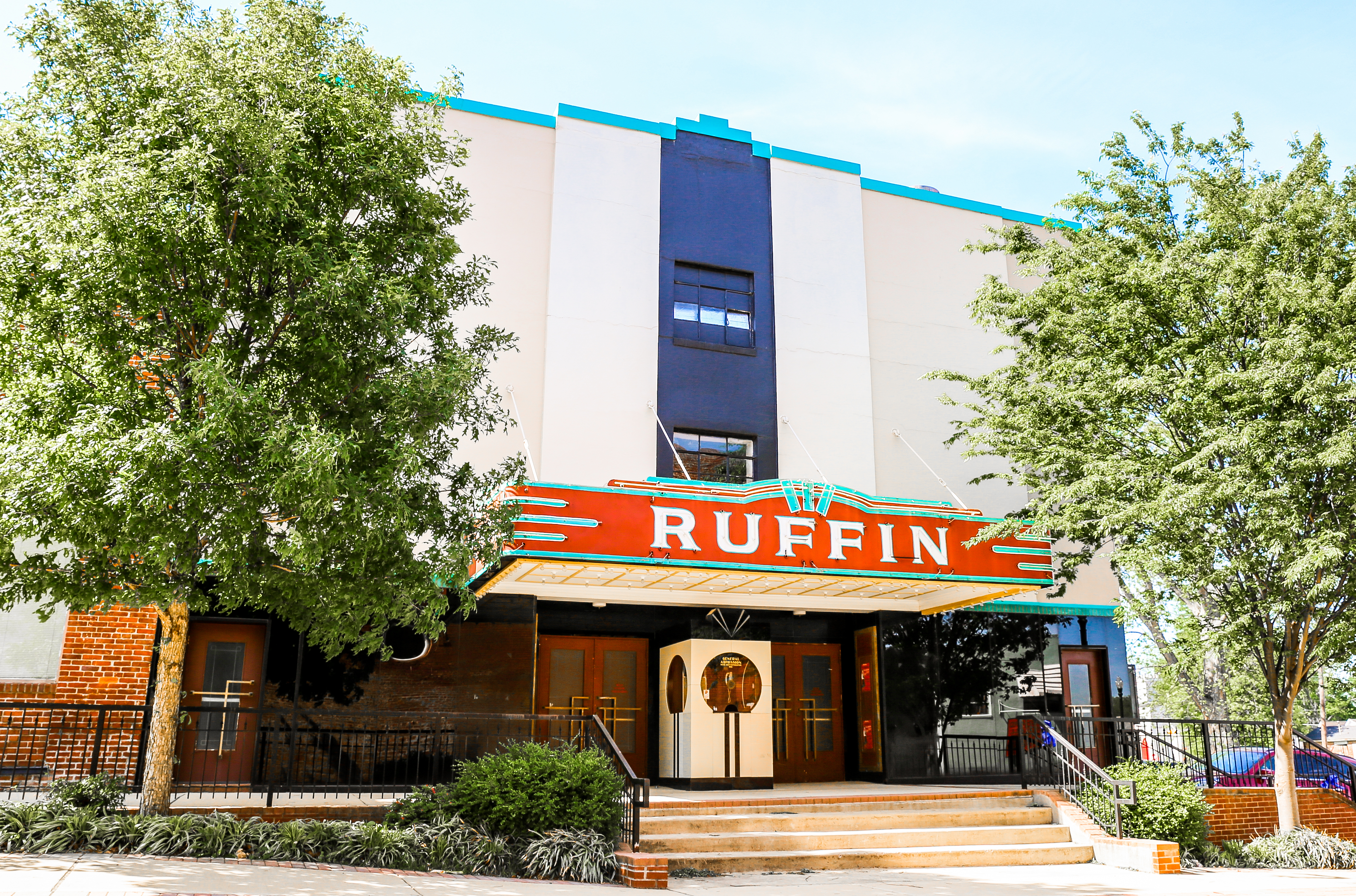
Le théâtre Ruffin

## Démographie
La population de Covington est estimée à 8 924 habitants au 1er juillet 2016.
Le revenu par habitant était en moyenne de 18 936 dollars par an entre 2012 et 2016, en dessous de la moyenne du Tennessee (26 019 dollars) et de la moyenne nationale (29 829 dollars). Sur cette même période, 24,6 % des habitants de Covington vivaient sous le seuil de pauvreté (contre 15,8 % dans l'État et 12,7 % à l'échelle des États-Unis).